# بيروزا أرجنتينا

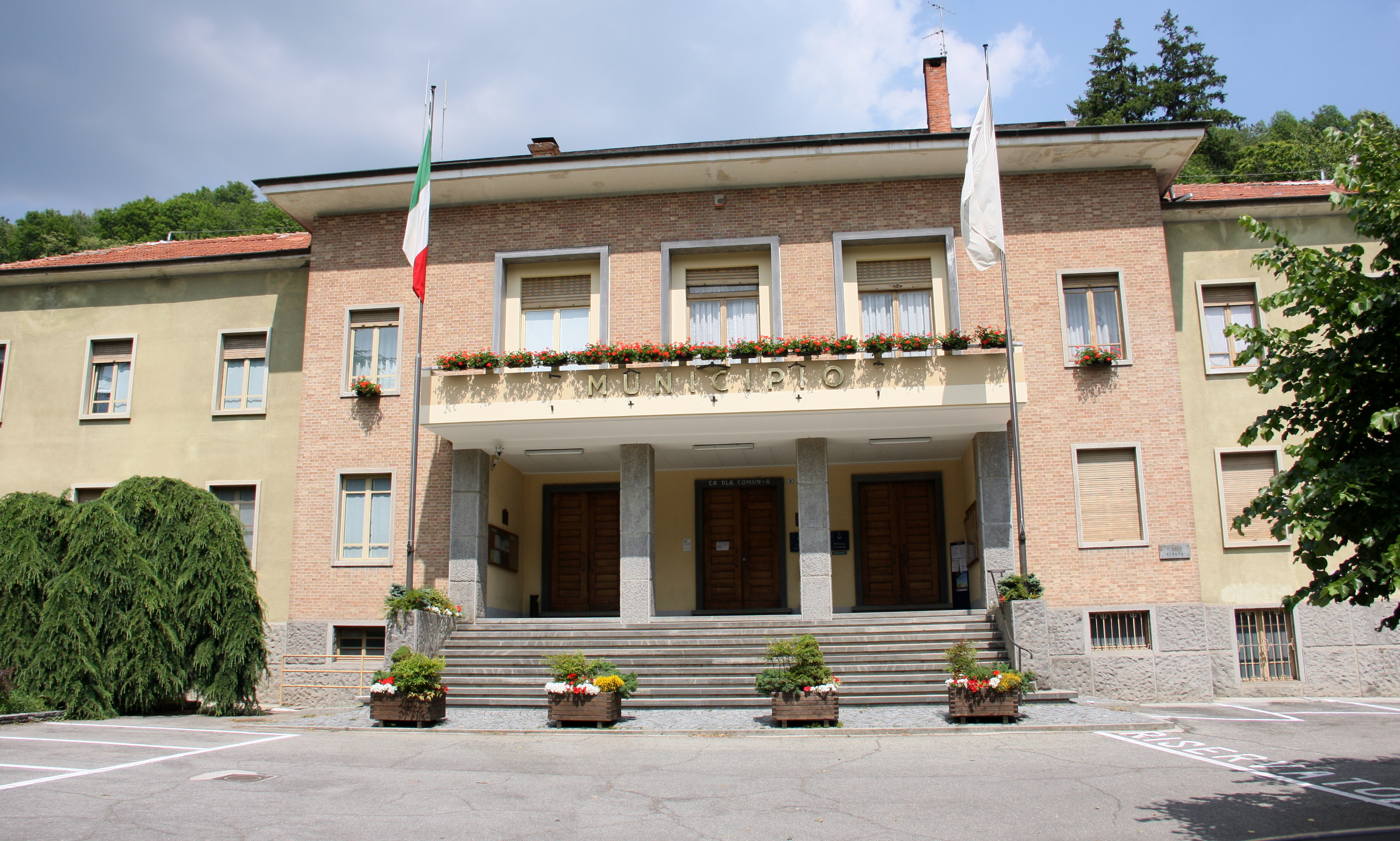
قاعة مدينة بيروزا الأرجنتين

بيروزا أرجنتينا هي بلدية في مدينة تورينو الحضرية، في منطقة بيمنتة الإيطالية، وتقع على بعد حوالي 40 كيلومتر (25 ميل) شمال غرب تورينو في وادي تشيسوني.

### بلديات مجاورة
كواز، جيافينو، رور، بيناسكا، بيريرو، بوماريتو، إنفيرسو بيناسكا

## روابط خارجية
- الموقع الرسمي